# Solea (chi cá)
Solea là một chi cá bơn từ Ấn Độ Dương - Thái Bình Dương, Đông Đại Tây Dương và biển Địa Trung Hải.

## Loài
Hiện tại có 9 loài được ghi nhận trong chi này:
- Solea aegyptiaca Chabanaud, 1927 (Egyptian sole)
- Solea capensis Gilchrist, 1902
- Solea elongata F. Day, 1877 (Elongate sole)
- Solea heinii Steindachner, 1903
- Solea ovata J. Richardson, 1846 (Ovate sole)
- Solea senegalensis Kaup, 1858 (Senegalese sole)
- Solea solea (Linnaeus, 1758) (Common sole)
- Solea stanalandi J. E. Randall & McCarthy, 1989 (Stanaland's sole)
- Solea turbynei Gilchrist, 1904